# Citroën C4 Aircross

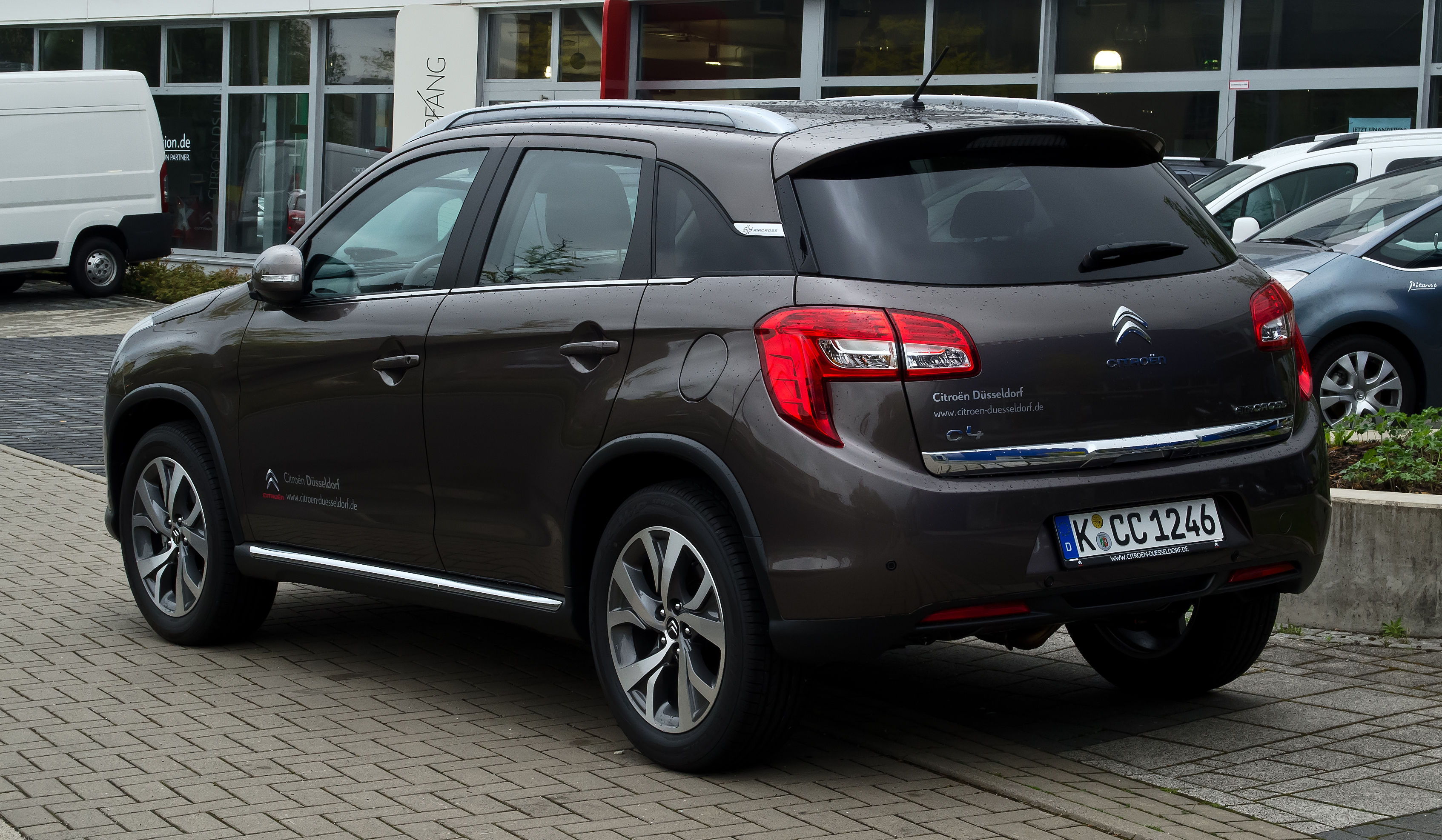
Heckansicht

Der Citroën C4 Aircross ist ein Kompakt-SUV der französischen Automobilmarke Citroën. Er ist weitestgehend baugleich mit dem Mitsubishi ASX und dem Schwestermodell Peugeot 4008; alle drei Fahrzeuge wurden bei Mitsubishi Motors hergestellt. Die Markteinführung in Deutschland fand am 2. Juni 2012 statt. Während der 4008 schon Ende 2015 aus dem deutschen Modellangebot fiel, wurde der Verkauf des C4 Aircross von Citroën in Deutschland erst im März 2017 eingestellt. Im April 2017 wurde die Produktion eingestellt und der Verkauf endete wenig später in allen Märkten. Das Nachfolgemodell, der Citroën C5 Aircross, kam zunächst im September 2017 in China auf den Markt.
Auf der Beijing Auto Show im April 2018 wurde mit dem C4 Aircross ein neues Kompakt-SUV mit demselben Namen vorgestellt. Es basiert auf dem C3 Aircross, ist gegenüber diesem aber rund zwölf Zentimeter länger und wird ausschließlich in China angeboten.

## Technische Daten
Während der 1,6-Liter-Ottomotor mit 86 kW (117 PS) und der stärkere 1,8 Liter große Dieselmotor mit 110 kW (150 PS) von Mitsubishi übernommen wurden, stammte der kleinere 1,6-Liter-Dieselmotor mit 84 kW (114 PS) von PSA Peugeot Citroën selbst. Beim Ottomotor wurde die Leistung ausschließlich über ein Fünfgang-Schaltgetriebe an die Vorderräder übertragen. Bei den Dieselmotoren bestand die Option des zuschaltbaren Allradantriebes. Serienmäßig wurde hier ein Sechsgang-Schaltgetriebe verbaut.
| Modell                                     | 1.6 (Stop & Start)          | 2.0 (China)                  | 1.6 HDi 115 (Stopp-Start-System) | 1.8 HDi 150 (Stop & Start)     |
| ------------------------------------------ | --------------------------- | ---------------------------- | -------------------------------- | ------------------------------ |
| Bauzeitraum                                | 04/2012–12/2014             | 04/2012–04/2017              | 04/2012–04/2017                  | 04/2012–12/2014                |
| Motorkenndaten                             |                             |                              |                                  |                                |
| Motorart                                   | Ottomotor                   | Ottomotor                    | Dieselmotor                      | Dieselmotor                    |
| Motorbauart                                | R4                          | R4                           | R4                               | R4                             |
| Gemischaufbereitung                        | Saugrohreinspritzung        |                              | Common-Rail-Direkteinspritzung   | Common-Rail-Direkteinspritzung |
| Motoraufladung                             | –                           |                              | Turbolader                       | Turbolader                     |
| Motorkennung                               | NKZ                         |                              | 9HR/9HD                          | 6HZ                            |
| Hubraum                                    | 1590 cm³                    | 1998 cm³                     | 1560 cm³                         | 1798 cm³                       |
| max. Leistung                              | 86 kW (117 PS) bei 6000/min | 110 kW (150 PS) bei 6000/min | 84 kW (114 PS) bei 3600/min      | 110 kW (150 PS) bei 4000/min   |
| max. Drehmoment                            | 154 Nm bei 4000/min         | 197 Nm bei 4200/min          | 270 Nm bei 1750/min              | 300 Nm bei 2000–3000/min       |
| Kraftübertragung                           |                             |                              |                                  |                                |
| Antrieb, serienmäßig                       | Vorderradantrieb            | Vorderradantrieb             | Vorderradantrieb                 | Vorderradantrieb               |
| Antrieb, (optional)                        | –                           | (Allradantrieb)              | (Allradantrieb)                  | (Allradantrieb)                |
| Getriebe, serienmäßig                      | 5-Gang-Schaltgetriebe       | 6-Stufen-Automatikgetriebe   | 6-Gang-Schaltgetriebe            | 6-Gang-Schaltgetriebe          |
| Messwerte                                  |                             |                              |                                  |                                |
| Höchstgeschwindigkeit                      | 182 km/h                    | 184 km/h                     | 182 km/h (180 km/h)              | 200 km/h (198 km/h)            |
| Beschleunigung, 0–100 km/h                 | 11,3 s                      | 10,2 s (10,9 s)              | 10,8 s (11,6 s)                  | 10,8 s (11,5 s)                |
| Kraftstoffverbrauch auf 100 km, kombiniert | 5,9 l Super                 | 8,0 l Super (8,4 l Super)    | 4,6 l Diesel (4,9 l Diesel)      | 5,4 l Diesel (5,6 l Diesel)    |
| CO2-Emission, kombiniert                   | 135 g/km                    |                              | 119 g/km (129 g/km)              | 142 g/km (147 g/km)            |
| Abgasnorm nach EU-Klassifikation           | Euro 5                      |                              | Euro 5 Euro 6 (a)                | Euro 5                         |

- Werte in ( ) gelten für Fahrzeuge mit Allradantrieb